# Medborgerhus
Et medborgerhus er en betegnelse for en kulturinstitution, der står til rådighed for en by eller en egns befolkning i f.m. kultur-, forenings- og fritidstilbud.
Begrebet Medborgerhus kan relateres til det mere historiske begreb forsamlingshuset, når vi skuer baggrund – og begrebet kulturhus, når vi ser fremefter.
Forsamlingshusene blev opført overalt i landet som en del af den samme tradition og udvikling der gav andelsmejerier, fælles frysehuse og mange andre foreningsbårne fællesskabsinstitutioner i det danske bondesamfund fra midten af 1800-tallet og fremefter.
Medborgerhuset opstod som begreb i byerne – i kølvandet på de kulturelle og holdningsmæssige forandringer der skete under ungdomsoprøret (68'er – kulturen). Ofte med en blandet styreform – dels med offentlig støtte og dels med en flad deltager- og brugerstyring
Blandt kendte var medborgerhuset Gimle, der startede i 1971. Det blev nedrevet i 2001 og er nu erstattet af Kulturhuset Islands Brygge.